# Comté de Henderson (Texas)
Pour les articles homonymes, voir Comté de Henderson.
Le comté de Henderson, en anglais : Henderson County, est un comté situé dans le nord-est de l'État du Texas, aux États-Unis. Le comté est nommé en l'honneur de James Pinckney Henderson, le premier gouverneur du Texas après son entrée dans l'Union. Le siège du comté est Athens. Selon le  recensement de 2020, sa population est de 82 150 habitants.
Le comté a une superficie de 2 458 km2, dont 2 264 km2 en surfaces terrestres.